# どぶ (映画)
『どぶ』は、1954年に公開された近代映画協会の製作による日本映画。監督・脚本は新藤兼人が担当した。

## 概要
終戦直後の横浜市鶴見区にあるバラック部落を新藤が自身で取材し、映画化した。河童沼のほとりのルンペン部落に住む知恵遅れの女、ばくち好きの男、新興宗教にすがる老婆、元新劇の名優だったと自称する男たちの人生模様を描いている。

## スタッフ
- 監督：新藤兼人
- 製作：吉村公三郎
- 協力製作：山田典吾、絲屋寿雄、能登節雄
- 脚本：新藤兼人、棚田吾郎
- 撮影：伊藤武夫
- 音楽：伊福部昭
- 美術：丸茂孝
- 照明：田畑正一
- 録音：長岡憲治
- 編集：今泉善珠

## 出演者
- ツル：乙羽信子
- ピンちゃん：宇野重吉
- 徳さん：殿山泰司
- 重役：山村聡
- 大場：菅井一郎
- 安吉：藤原釜足
- 斎藤巡査：神田隆
- 杉村巡査：下元勉
- 博士：加藤嘉
- 忠さん：信欣三
- 大酔軒の主人：左卜全
- まつ江：中北千枝子
- 弘美：木匠マユリ
- たみ：飯田蝶子
- 延代：清川玉枝
- お時：赤木蘭子
- よね：高野由美
- きぬ子：本間文子
- 紳士：御橋公
- 西村：鶴丸睦彦
- 三井：深見泰三
- 几：花沢徳衛
- 清水元
- 運転手：柳谷寛
- 小笠原章二郎
- 内藤武敏
- 伊達信
- 輝明：近藤宏
- 浜村純
- 石島房太郎
- 望月伸光
- 田中筆子
- 奈良岡朋子
- 眸瑠璃子
- 飲み屋の客：大滝秀治
- 大場の妻：三崎千恵子
- 原ひさ子
- 鈴木瑞穂
- 芦田伸介
- 松山省二
- 佐々木すみ江